# Байгільди
Байгільди́ (рос. Байгильды, башк. Байгилде) — село у складі Дюртюлинського району Башкортостану, Росія. Входить до складу Староянтузовської сільської ради.
Населення — 378 осіб (2010; 396 2002).
Національний склад:
- марійці — 89 %

Стара назва — Байгільдіно.

## Уродженці
- Манаєва Соня Петрівна (* 1959) — марійська письменниця, вчений, лінгвіст, викладач, перекладач, член літературного об'єднання фіно-угрів.